# Kreisgericht Mühlhausen (Preußen)
Das Kreisgericht Mühlhausen war ein preußisches Kreisgericht in der damaligen preußischen Provinz Sachsen mit Sitz in Mühlhausen/Thüringen.

## Geschichte
Im Jahre 1849 wurden in Preußen einheitlich Kreisgerichte geschaffen. Hierbei wurde die Patrimonialgerichtsbarkeit abgeschafft und die Patrimonialgerichte aufgehoben. Diese und die staatlichen Gerichte wurden aufgehoben und es entstand das Königliche Kreisgericht Mühlhausen. Es umfasste den größten Teil des Landkreises Mühlhausen i. Th. Zuständiges Appellationsgericht war das Appellationsgericht Halberstadt.
Eine Gerichtskommission, also Zweigstelle des Gerichtes, wurde in Treffurt eingerichtet.
Am Gericht waren 1870 ein Direktor und sieben Kreisrichter eingesetzt. Die Zahl der Gerichtseingesessenen betrug 43.666. Schwurgerichtssachen des Kreisgerichtes wurde nicht hier, sondern beim Kreisgericht Heiligenstadt verhandelt.
Im Rahmen der Reichsjustizgesetze wurde das Gerichtswesen in Deutschland 1879 vereinheitlicht. Damit wurden das Kreisgericht Mühlhausen aufgehoben und das königlich preußische Amtsgericht Mühlhausen mit Wirkung zum 1. Oktober 1879 als eines von acht Amtsgerichten im Bezirk des Landgerichtes Mühlhausen als Nachfolger gebildet. Auch die Gerichtskommission wurde 1879 in das Amtsgericht Treffurt umgewandelt.

## Gerichtssprengel
Dem Kreisgericht Mühlhausen waren folgende Gemeinden zugeordnet: Stadt Mühlhausen und die Dörfer Ammern, Annerode, Beberstedt, Bickenriede, Bollstedt, Büttstedt, Catharinenberg, Dachrieden, Dierdorf, Dörna, Effelder, Eigenriede, Eigenrieden, Faulungen, Felchta, Görmar, Großgrabe, Helmsdorf, Heyerode, Hildebrandshausen, Höngeda, Hollenbach, Horsmar, Kaisershagen, Kleingrabe, Küllstedt, Langula, Langefeld, Niederdorla, Oberdorla, Reiser mit Schröderode, Saalfeld, Silberhausen, Sollstedt, Struth, Windeberg, Zella und Wachstedt.

## Gerichtskommission Treffurt
Der Sprengel der Gerichtskommission Treffurt umfasste die Stadt Treffurt und Kleintöpfer und die Dörfer Falken mit Laubenthal, Großburschla, Schierschwende mit Schönberg, Schnellmannshausen und Wendehausen mit Karnberg und Scharfloh.